# Zakaria Labyad
Zakaria Labyad (àrab: زكريا لبيض, Zakariyā Labyaḍ) (Utrecht, 9 de març de 1993) és un futbolista professional marroquí d'origen neerlandès que juga com a mitjapunta pel Yunnan Yukun.

## Palmarès

### Club
Ajax
- Eredivisie (1): 2018–19
- KNVB Cup (1): 2018–19